# 矮马先蒿
矮马先蒿（学名：Pedicularis humilis）是列当科马先蒿属的植物，为中国的特有植物。分布在中国大陆的西藏、云南等地，生长于海拔3,050米的地区，多生长在多石的高山草地中，目前尚未由人工引种栽培。
种加名 humilis 意为“低矮的”。